# 閃電熔岩

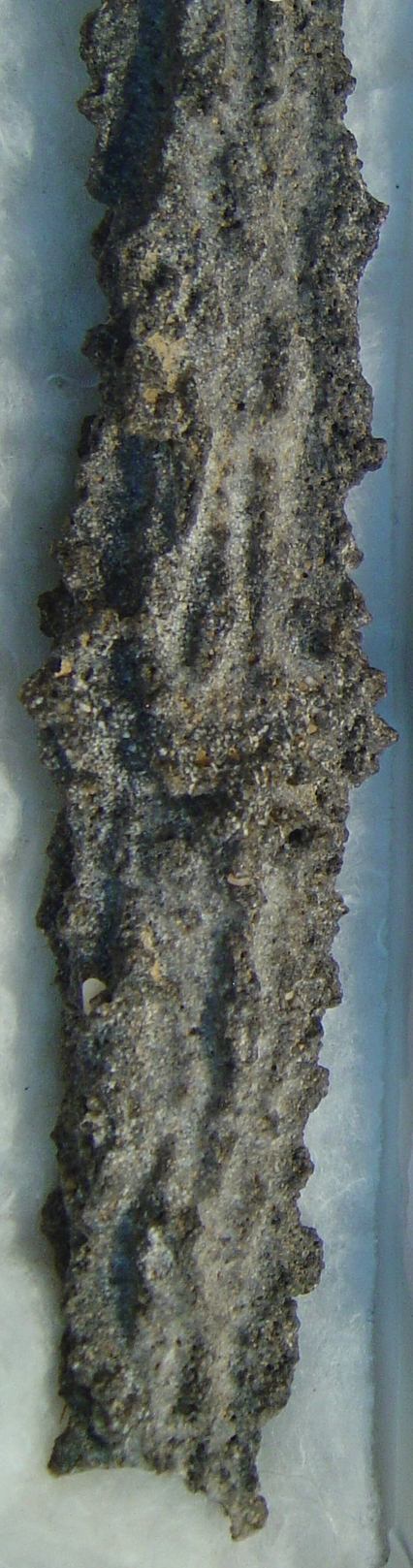

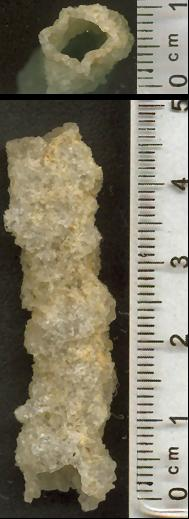
第I类（砂成）闪电熔岩，发现于佛罗里达州的奥基乔比

閃電熔岩（英語：fulgurite），又譯作雷擊石，是天然造成的玻璃長管。當閃電擊中泥土或沙，就可能令它們瞬間融化，然後又凝固，便會形成天然的石英玻璃。形狀多是長條狀，和閃電的路徑相近。
閃電熔岩長可達數米。顏色由形成的泥土和沙決定，有黑色、綠色、白色等。內部光滑，可能有小氣泡，外部多數為粗糙的沙粒。它們外形像樹根。

## 參看
- 玻璃石
- 岩漿
- 熔岩

## 外部連結
- 地球科學：揭發閃電熔岩中的祕密（科景）